# 3,4-Dinitrobrenzcatechin
3,4-Dinitrobrenzcatechin ist eine chemische Verbindung, die sowohl zur Stoffgruppe der Phenole als auch zur Stoffgruppe der Nitroaromaten gehört. 3,4-Dinitrobrenzcatechin kristallisiert als Dihydrat.

## Darstellung
3,4-Dinitrobrenzcatechin kann aus Brenzcatechin durch Reaktion mit Natriumnitrit und Schwefelsäure hergestellt werden.

## Derivate
Die Methylierung von 3,4-Dinitrobrenzcatechin führt zu verschiedenen Ethern, deren Schmelzpunkte in untenstehender Tabelle gelistet sind.

| Methylether des 3,4-Dinitrobrenzcatechins | Methylether des 3,4-Dinitrobrenzcatechins | Methylether des 3,4-Dinitrobrenzcatechins | Methylether des 3,4-Dinitrobrenzcatechins |
| ----------------------------------------- | ----------------------------------------- | ----------------------------------------- | ----------------------------------------- |
| Strukturformel                            | 5,6-Dinitroguajacol                       | 3,4-Dinitroguajacol                       | 3,4-Dinitroveratrol                       |
| Trivialname                               | 5,6-Dinitroguajacol                       | 3,4-Dinitroguajacol                       | 3,4-Dinitroveratrol                       |
| CAS-Nummer                                |                                           |                                           | 71089-33-3                                |
| Molmasse                                  | 214,1                                     | 214,1                                     | 228,1                                     |
| Schmelzpunkt                              | 205–208 °C (Zers.)                        | 109,5–110 °C                              | 90,5 °C                                   |

## Verwendung
3,4-Dinitrobrenzcatechin wird bei der photometrischen Bestimmung von Vanadium eingesetzt.